# Ruisseau Milot
Ruisseau Milot är ett vattendrag i Kanada.   Det ligger i provinsen Québec, i den östra delen av landet, 500 km nordost om huvudstaden Ottawa.
I omgivningarna runt Ruisseau Milot växer i huvudsak blandskog. Trakten runt Ruisseau Milot är nära nog obefolkad, med mindre än två invånare per kvadratkilometer.